# Jump (série de revistas)
Jump (ジャンプ, Janpu), às vezes estilizada JUMP e também conhecida como Jump Comics, é uma linha de revistas de mangá criada pela Shueisha. Tudo começou com a revista de mangá Shōnen Jump em 1968, mais tarde renomeada Weekly Shōnen Jump. A origem do nome é desconhecida. As revistas Jump são destinadas principalmente ao público masculino, embora a revista Weekly Shōnen Jump também seja popular entre o público feminino. Junto com a linha de revistas de mangá, Shōnen Jump também inclui uma franquia de mídia crossover, onde houve vários crossover anime e videogames temáticos Shōnen Jump (desde Famicom Jump) que reúnem vários personagens de mangá Shōnen Jump.

## História
Em 1949, a Shueisha entrou no negócio de fazer revistas de mangá, a primeira sendo Omoshiro Book . Em 1951, Shueisha criou uma versão feminina dessa antologia intitulada Shōjo Book .  O livro Shōjo levou à publicação da bem-sucedida revista de mangá Shōjo : Ribon .  O Omoshiro Book saiu de catálogo e a Shueisha decidiu fazer outra versão masculina do seu bem-sucedido Shōjo Book para equilibrá-lo e fez a revista Shōnen Book . No meio da publicação do livro Shōnen, Shōnen Jump começou sua corrida (na época, era uma revista semestral e não tinha "Semanal"). O livro Shōnen terminou quando Shōnen Jump se tornou uma revista Weekly, alterando corretamente seu nome para Weekly Shōnen Jump .  Em 1969, uma edição especial chamada Bessatsu Shōnen Jump tomou o lugar de Shōnen Book .  Além do sucesso da Weekly Shōnen Jump, a Shueisha criou uma versão Seinen da revista em 1979, chamada Young Jump (agora Weekly Young Jump ). Bessatsu Shōnen Jump, mais tarde renomeada Monthly Shōnen Jump e se tornou uma revista própria.  As edições sazonais da Weekly Shōnen Jump são agora chamadas de Akamaru Jump . Em 1985, a Shueisha começou a publicação de duas revistas de mangá relacionadas a negócios; um assalariado revista Jump chamado Salto do negócio e um escritório senhora revista de mangá chamado escritório você,  Também em 1988 começou a publicação de Super Jump . Muitas outras revistas Jump relacionadas a Seinen, começaram como edições derivadas da revista Weekly Young Jump .  Em 1993, a Shueisha anunciou e lançou o videogame / revista de mangá V Jump junto com a linha de novelas leves Jump j-Books .  Em 2003, a Viz Media de Shogakukan lançou uma versão em inglês do Weekly Shōnen Jump chamada Shonen Jump . O Shōnen Jump mensal foi descontinuado em 2007 e foi substituído pelo Jump SQ. revista, quatro séries da revista foram movidas. Além do Jump SQ. antologia, um problema spin-off foi criado, chamado Jump SQ. II (segundo) . Saikyō Jump foi iniciado em 3 de dezembro de 2010, com laços estreitos com Weekly Shōnen Jump e V Jump .